# Клайв Стейплз Льюїс
Кла́йв Сте́йплз Лью́їс (англ. Clive Staples Lewis; 29 листопада 1898 — 22 листопада 1963) — англійський письменник, філософ, літературний критик, спеціаліст по Середньовіччю та християнський апологет, член Британської академії. Учасник Першої світової війни (демобілізований по пораненню). Льюїс був відданим англіканцем, хоча у своїх апологетичних творах намагався уникати підтримки якоїсь однієї конфесії.
Понад усе відомий циклом фантастичних творів «Хроніки Нарнії», однією з найяскравіших апологетичних книжок християнства «Просто християнство» та «Листи Крутеня» (рос. Письма Баламута).
У 1961 році, на заяву Юрія Гагаріна про те що, той «у космосі був, а Бога не бачив», Льюїс стисло відказав:
|  | Із таким само успіхом Гамлет міг би шукати Шекспіра на горищі власного замку... |

## Біографія

### Дитинство
Народився 29 листопада 1898 року в Белфасті, (Північна Ірландія), у родині адвоката Альберта Джеймса Льюїса (1863—1929). Перші десять років його життя були доволі щасливими. У Льюїса був старший брат, історик Воррен Льюїс (1895—1973).
Коли Клайву було 4 роки, його пса Джексі збила машина. Після цього випадку Льюїс заявив, що відтепер його новим ім'ям буде Джексі. Спочатку він не відкликався ні на яке інше ім'я, але пізніше згодився на ім'я Джек, як його і називали решту життя рідні та друзі.

З дитинства він захоплювався казковими тваринами і любив читати оповідання Беатрікс Поттер, нерідко пишучи свої власні оповідання про тварин і малюючи до них ілюстрації. Разом зі своїм братом Ворні вони створили казковий світ Боксен, де живуть і правлять звірі.

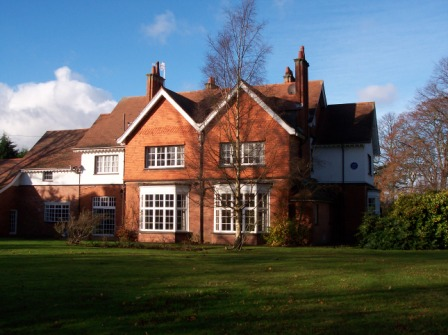
Літл Лі

Льюїс любив читати, і цьому сприяв той факт, що будинок його батька був переповнений книгами, де неважко було щось вибрати. У віці семи років його родина переїхала до Літтл Лі, будинку його дитинства у Східному Уельсі.
Мати письменника Флоренс Августа Льюїс (уроджена Гамільтон; 1862—1908 рр.) була донькою англіканського священика. Клайв дуже любив матір і багато отримав від неї — вона вчила його мовам (навіть латині) і, що найважливіше, зуміла закласти основу його моральних засад. Коли йому ще не було десяти, вона померла від раку.
Батько, людина похмура і нелагідна, у 1908 році, відразу після смерті матері, віддав його у закриту школу Віньярд подалі від дому. Брат Ворні потрапив туди трьома роками раніше. Невдовзі школу закрили через брак учнів, а директора школи Роберта Капрона «Олді» запроторили до божевільні.
Потім Льюїс відвідував Коледж Кемпбел у східному районі Белфаста, за милю від дому, але через серйозне респіраторне захворювання незабаром залишив його. Його відправили до курортно-оздоровчого містечка Малверн у Вустерширі, де він відвідував підготовчу школу Шербур Хаус.
У серпні 1913 року Льюїс вступив до коледжу Малверн, де він залишався до наступного червня. Саме в цей час 15-річний Клайв залишив прищеплену з дитинства християнську віру і став атеїстом.
Його новими інтересами стали міфологія та містика. Після коледжу Льюїс брав приватні уроки у Вільяма Кіркпатріка, колишнього директора коледжу Лурган, який вчив ще його батька.
Підлітком Льюїс захоплювався стародавніми скандинавськими піснями і легендами Півночі, представленими ісландськими сагами. Ці легенди пробуджували в ньому внутрішнє прагнення, яке він пізніше описав як «радість».
Льюїс линув до природи. Її краса нагадувала йому про північні оповідання, і навпаки, північні оповідання нагадували йому про красу природи. Його підліткова творчість відрізнялася від стилю оповідань про Боксен. Тепер він застосовував різні форми мистецтва, намагаючись закарбувати своє нове захоплення північною міфологією та світом природи.
Навчання з Вільямом Кіркпатріком розвинуло в ньому замилування до давньогрецької літератури і міфології, а також відшліфувало його вміння дискутувати і логічно мислити. У 1916 році Льюїс отримав грант на навчання в Оксфордському університеті.

### Перша світова війна
Після закінчення школи в 1917 році вступив до Університетського коледжу Оксфорду, проте незабаром кинув навчання і добровольцем пішов на фронт. У британській армії став молодшим офіцером. У 1918 році, після поранення демобілізувався й повернувся до університету, де закінчив студії.
У 1919 році під псевдонімом Клайв Гамільтон (англ. Clive Hamilton) друком вийшла його перша поетична збірка — «Пригноблений дух» (англ. Spirits in Bondage).
У 1923 році отримав ступінь бакалавра, а згодом — магістра. Став викладачем філології.
У період з 1925 по 1954 рік викладав англійську мову й літературу в Коледжі Магдалени в Оксфорді, бібліотека якого містила величезну колекцію рідкісних книг і рукописів, що належали англійському хронікеру Семюелу Піпсу.
У 1926 році під тим же псевдонімом випустив збірку поезій «Даймертаймер» (англ. Dymer).
У 1931 році в житті Льюїса відбулася світоглядна зміна: він усвідомлено став християнином. Цьому, зокрема, посприяла одна тривала нічна розмова з його оксфордськими товаришами Джоном Толкіном (католиком-традиціоналістом) і Х'юґо Дайсоном, та книга «Вічна людина» Г.К. Честертона. Ця знакова розмова була майстерно реконструйована (за листуванням і щоденниковими записами її учасників) Артуром Грівсом у його книзі «Вони стали разом». Вечірня дискусія стала прологом для події наступного дня, яку Льюїс описав у своїй духовій автобіографії «Спійманий радістю»:
|  | Коли ми [Ворні та Джек] вирушили [на мотоциклі в зоопарк Віпснейд], я не вірив, що Ісус Христос є Син Божий, але коли ми прийшли в зоопарк, я вірив. |

З 1933 по 1949 рік навколо Льюїса зібрався гурток друзів, який згодом став основою оксфордської літературно-дискусійного гурту «Інклінги», членами якого стали Джон Рональд Руел Толкін, Воррен Льюїс (брат письменника), Х'юґо Дайсон, Чарльз Вільямс, д-р Роберт Хавард, Оуен Барфілд, Уевілл Когхілл та ін.
У 1938-45 Льюїс створив «Космічну трилогію» — класичний взірець філософської фантастики XX-го століття.
Упродовж 1950-55 років опубліковано «Хроніки Нарнії». Найяскравіші частини циклу — «Лев, чаклунка й магічна шафа» (англ. The Lion, the Witch and Wardrobe), «Небіж чорнокнижника» (англ. The Magician's Nephew) і «Остання битва» (англ. The Last Battle).
У 1942-43 роках опубліковано одну з найяскравіших апологетичних книжок християнства — «Просто християнство», у якій автор у формі спілкування з читачем порушив усі важливі теми своєї рідної релігії: Ісус яко Син Божий, Мораль, Істина, Сексуальність, Гордість і багато інших. За версією сайту ChristianityToday ця книжка посіла аж 1 місце в списку книжок, які найбільше змінили євангелічний світ з 1945 року. Ця книжка була написана на основі радіопередач для BBC, та мала неабиякий успіх серед британських радіослухачів. Звернула увагу на хворобу людства в сексуальній царині: проституція, журнали з голими жіночими тілами, занепад моральних правил поведінки в статевому житті. Уникаючи контроверсійних питань, а також не акцентуючи уваги на жодній із гілок християнства, автор подає логічну струнку картину розуміння базових світобудовних та власне християнських цінностей. Завдяки зваженому та проробленому підходу книжка здобула слави класики християнської апологетики.
У лютому 1942 року вийшла друком ще одна відома книжка автора «Листи Крутеня». Написана вона у епістолярному стилі, де головний герой, старший демон на ім'я Крутень, навчає свого підопічного маленького бісика Шашеля науці спокус та зведення нанівець усіх намагань людей стати справжніми християнами. У комічно-вигаданому стилі автор розкриває низку надважливих питань не лише для християн, а й для всіх охочих зазирнути під серпанок іншого виміру: виміру добрих і злих сил. Ця книжка також була прочитана автором у радіоефірі.
У 1954 році Льюїс переїхав до Кембриджу, де викладав англійську мову й літературу в коледжі Св. Магдалени. У наступному, 1955-му, році став членом Британської академії.
У 1956 році Льюїс одружився з американкою Джой Девідмен (1915-1960). У 1960 році Льюїс і Джой разом з друзями поїхали у мандрівку Грецією, під час якої відвідали Афіни, Мікени, Родос, Геракліон і Кносс. Джой померла 13 липня, незабаром після повернення з подорожі. Його переживання щодо смерті дружини викладені у маловідомому творі «Біль втрати», який він писав на різних зошитах, що залишилися в кімнаті.
У 1963 році Льюїс припинив викладацьку діяльність через проблеми зі здоров'ям. 22 листопада того ж року письменник помер, не доживши тиждень до свого ювілею. До самої смерті він залишався на посаді в Кембриджі й був почесним членом Коледжу св. Магдалени. Похований біля церкви святої Трійці в Хедінгтон Куерре, Оксфорд.

## Цікаві факти
- Предками Льюїса зі сторони матері був знатний шотландський рід Гамільтонів: прадід — єпископ, дід — священник, до того ж лютий ворог католиків, служив капеланом у Кримській війні.
- Зі сторони батька рід ішов від уельських фермерів, останнім з яких був прадід — методистський пастор, чудовий проповідник; дід — інженер-кораблебудівник, співвласник компанії; батько — відомий юрист.
- У Льюїса при цьому не було ані краплі англійської і, — хоча він народився в Ірландії, — ірландської крові. Гамільтони — шотландський рід, Льюїси — з Уельсу.
- Мати Льюїса, Флора Гамільтон, була талановитим математиком. Вона відкидала освідчення Альберта Льюїса сім років, уважаючи, що вона не достатньо його кохає. Окрім того, вона боялася, що не зможе вести хатнє господарство. 29 серпня 1894 року їх обвінчав батько нареченої. Шлюб виявився щасливим.
- Кожен день після обіду Флора і Альберт читали, сидячи поряд у глибоких кріслах. Хоча, як не дивно, синам Воррену і Клайву читали не вони, а няня Лізі.
- Маленький Льюїс бачив верх досконалості в книзі Беатріс Потер «Білченя Наткін» (англ. The Tale of Squirrel Nutkin[en]).
- У дитинстві у Льюїса і його брата були: тер'єр Тім, плямиста (біла з чорним) кішка, ім'я якої не збереглось для історії, мишка Томі та канарка Пітер.
- На честь письменника названо астероїд 7644 Кслюїс.
- Льюїс написав некролог Джону Роналду Руелу Толкіну, який помер на десять років пізніше за нього — текст некролога був заздалегідь надісланий до The Times і зберігався в редакції до смерті Толкіна[10].

## Твори
Найвідомішими літературними працями Льюїса є:
Цикл Хроніки Нарнії (The Chronicles of Narnia, 1950-1956)
1. Лев, Біла Відьма та шафа (The Lion, the Witch and the Wardrobe, 1950)
2. Принц Каспіан: Повернення в Нарнію (Prince Caspian: The return to Narnia, 1951)
3. Подорож Досвітнього мандрівника (The Voyage of the Dawn Treader, 1952)
4. Срібне крісло (The Silver Chair, 1953)
5. Кінь та його хлопчик (The Horse and His Boy, 1954)
6. Небіж чаклуна (The Magician's Nephew, 1955)
7. Остання битва (The Last Battle, 1956)

Космічна трилогія (The Space Trilogy, 1938-46)
1. За межі мовчазної планети (Out of the Silent Planet, 1938)
2. Переландра (Perelandra, 1943)
3. Мерзенна сила (That Hideous Strength, 1946)

Інші:
- Кружний шлях, або Блукання паломника (The Pilgrim's Regress[en], 1933)
- Проблема страждання[en] (The Problem of Pain, 1940)
- Листи Крутеня[en] (The Screwtape Letters, 1942) (рос. Письма Баламута)
- Розірвання шлюбу[en] (Great Divorce, 1945)
- Диво (Miracles: A Preliminary Study, 1947)
- Просто християнство[en] (Mere Christianity, 1952) — за версією ChristianityToday[en] це книжка №1 з тих що найбільше змінили євангелічний світ з 1945 року[9]
- Роздуми про псалми (1958)
- Чотири любові (The Four Loves, 1960) — про види любові та християнському її розумінні
- Досліджуючи скорботу (A Grief Observed, 1961)
- Баламут пропонує тост (Screwtape Proposes a Toast, 1961)

### Роботи в області історії літератури
1. Передмова до «Втраченого раю» Мільтона (A Preface to Paradise Lost, 1942)
2. Англійська література 16 ст. (English Literature in the Sixteenth Century, 1955)

### Роботи в області філології
1. «Алегорія любові: дослідження середньовічної традиції» (The Allegory of Love: A Study in Medieval Tradition, 1936)

### Збірники віршів, виданих під псевдонімом Клайв Гамільтон (англ.Clive Hamilton)
1. Пригнічений дух (Spirits in Bondage, 1919)
2. Даймер (Dymer, 1926)

## Переклади українською
Українською мовою твори Льюїса з'явилися з величезним запізненням. Першопрохідцем тут стало львівське видавництво «Свічадо», де у 1994 році вийшли друком «Листи Крутеня» (переклад В.Романця), а у 2003 році — «Велике розлучення» (переклад О.Манька). У тому ж «Свічаді» в 2001—2003 роках побачили світ і перші чотири частини «Хронік Нарнії» (переклад О.Манька, редагування Н.Римської). У 2010-2011 роках «Свічадо» видало три романи «Космічної трилогії» в перекладі А.Маслюха. Згодом, у 2016 році, видавництво Свічадо також надрукувало український переклад книги «Чотири любові».
Згодом на хвилі популярності після екранізації «Лева, чаклунки і шафи» естафету підхопило дніпровське видавництво «Проспект», яке у 2006-2008 роках видало українською всі 7 частин «Хроніки Нарнії» у перекладі В.Наріжної («Лев, Біла Відьма та шафа», «Кінь та його хлопчик», «Небіж чаклуна», «Срібне крісло»), Софії Андрухович («Принц Каспіян», «Подорож „Досвітнього мандрівника“») та Л. Овсянникової («Остання битва»).
У 2012-2014 роках харківське видавництво КСД також видало українською всі 7 частин «Хроніки Нарнії» у перекладі І.Ільїна та за участі К. Воронкіної (Лев, Біла Відьма та Шафа) та у тандемному перекладі І. Ільїна та О. Кальниченка за участі К. Воронкіної (решта 6 частин).
У 2017 році видавництво KM Books перевидало переклад В. Наріжної.
У 2017 році видавництво КСД перевидало однією книгою переклад І. Ільїна та О. Кальниченка за участі К.Воронкіної.
У 2018 році видавництво «Свічадо» видало відому книгу «Просто християнство» в перекладі А. Маслюха.
У 2021 році видавництво "Місіонер" видало «Роздуми над Псалмами» в перекладі о. А.Нискогуза.